# Staartblauwtje
Het staartblauwtje (Cupido argiades, voorheen ook wel in het geslacht Everes geplaatst) is een vlinder uit de familie Lycaenidae (kleine pages, vuurvlinders en blauwtjes). 

## Verpreidingsgebied
De soort komt voor van Midden-Europa tot in Japan. In Nederland en België was de soort een dwaalgast. In vorige eeuwen is de soort zo'n tien keer in Nederland gezien, voor het laatst in 1933. Vanaf 2011 heeft de soort zich weer in Nederland gevestigd en wordt ieder jaar in toenemende aantallen waargenomen.

## Kenmerken
De voorvleugellengte is ongeveer 11 millimeter. De vlinder vliegt tot hoogtes van 1000 meter boven zeeniveau op weilanden en andere grazige plaatsen (liefst vochtig). 

## Levenscyclus
De waardplanten van het staartblauwtje zijn van de familie vlinderbloemigen; vooral moerasrolklaver en rode klaver worden gebruikt. De soort overwintert als rups. Deze rups is eerst groen, maar wordt bruin gedurende de overwintering.
De pop is groen met zwart en zit beschut in een cocon van opgerolde bladeren en spinsel.
Er zijn twee tot drie generaties tussen april en september. De soort trekt tijdens deze maanden noordwaarts en kan dan als zwerver Engeland of Nederland bereiken.

## Ondersoorten
- Cupido argiades argiades
- Cupido argiades chayuensis (Huang, 2001)
- Cupido argiades diporides (Chapman, 1909)
- Cupido argiades hellotia (Ménétries, 1857)
- Cupido argiades indica (Evans, 1932)
- Cupido argiades merisina (Lorkovic, 1943)
- Cupido argiades nujiangensis (Huang, 2001)
- Cupido argiades seidakkadaya (Miyashita & Uémura, 1976)
- Cupido argiades seitzi (Wnukowsky, 1928)
- Cupido argiades tibetanus (Lorkovic, 1943)

## Afbeeldingen

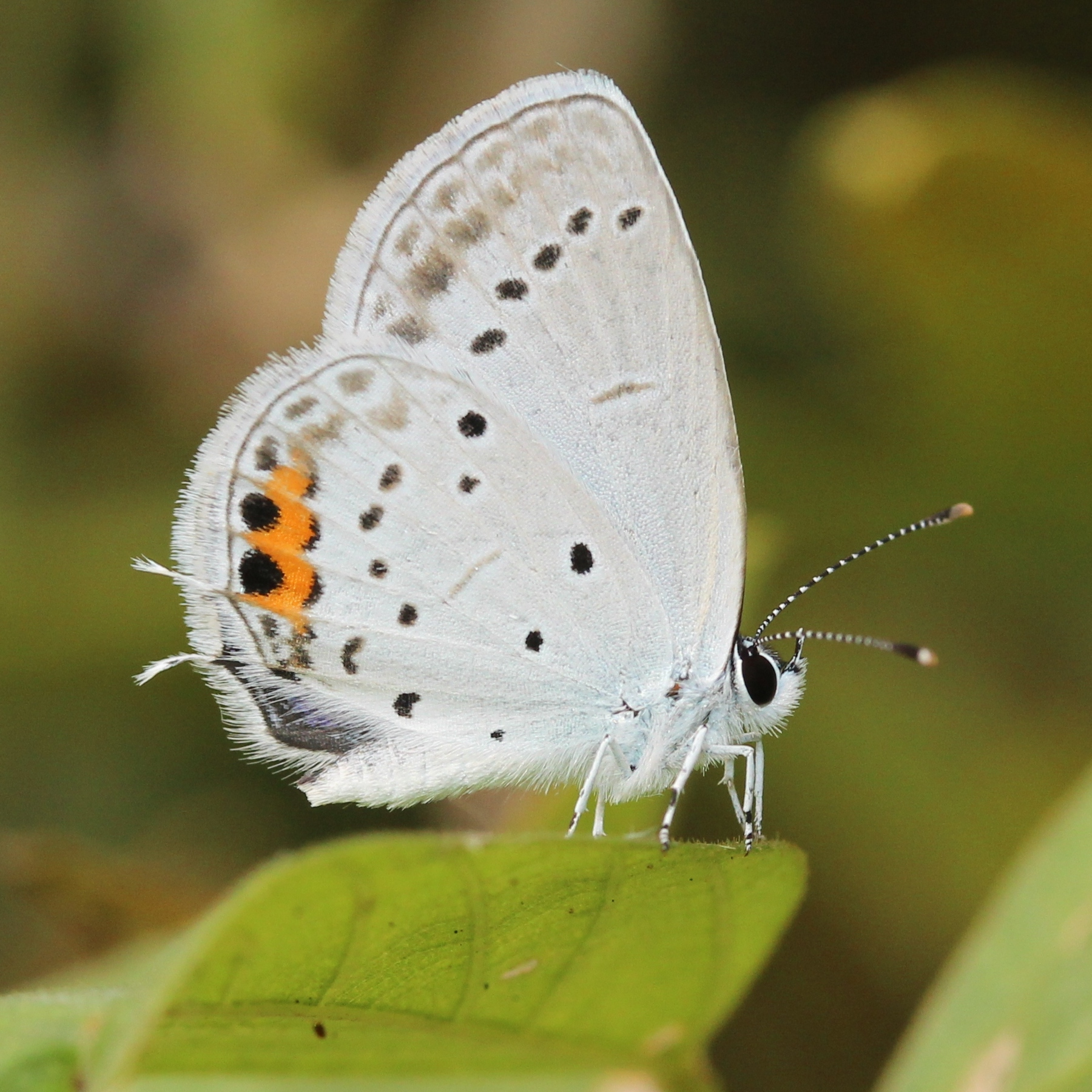
Onderzijde van de vleugels
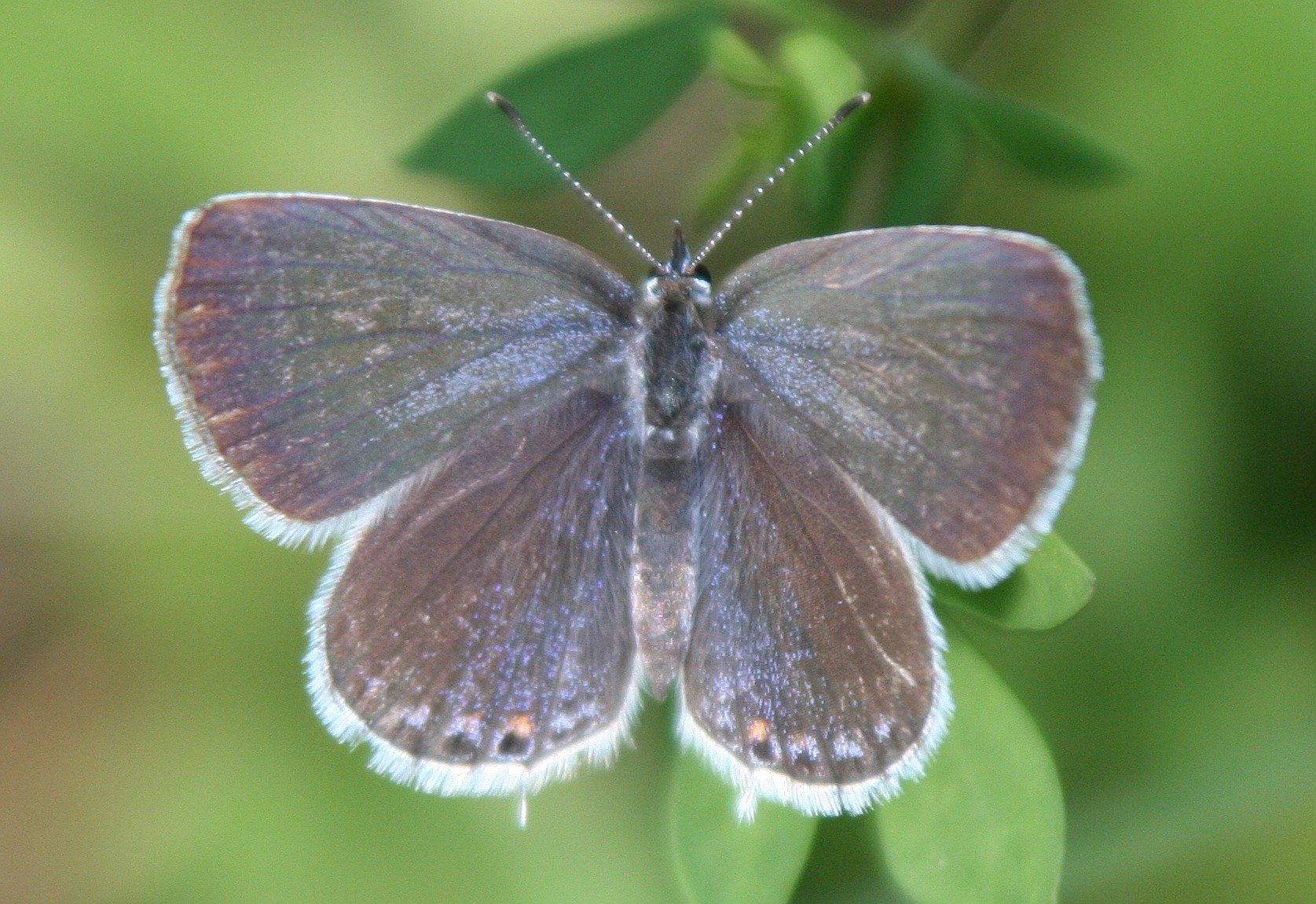
Vrouwtje
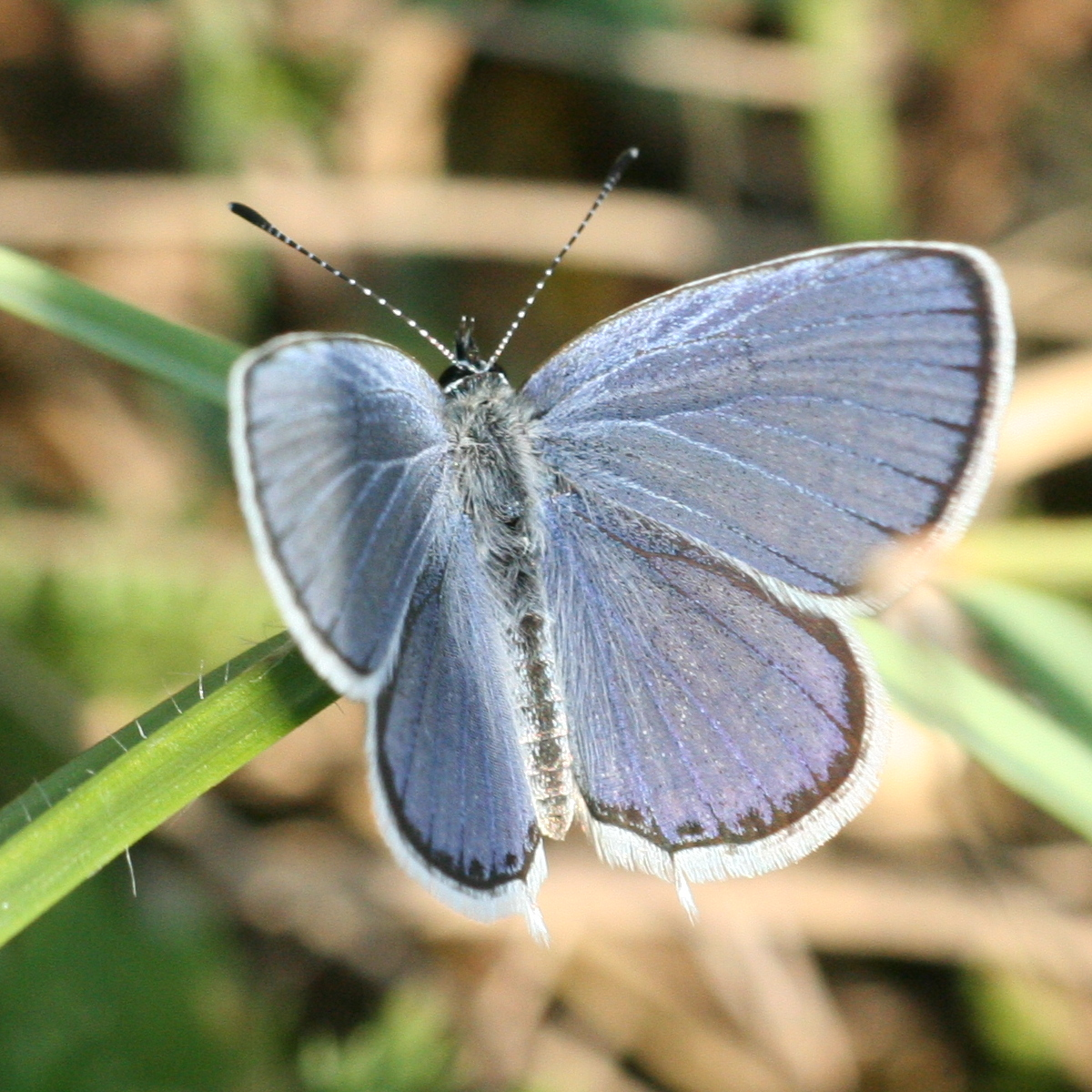
Mannetje
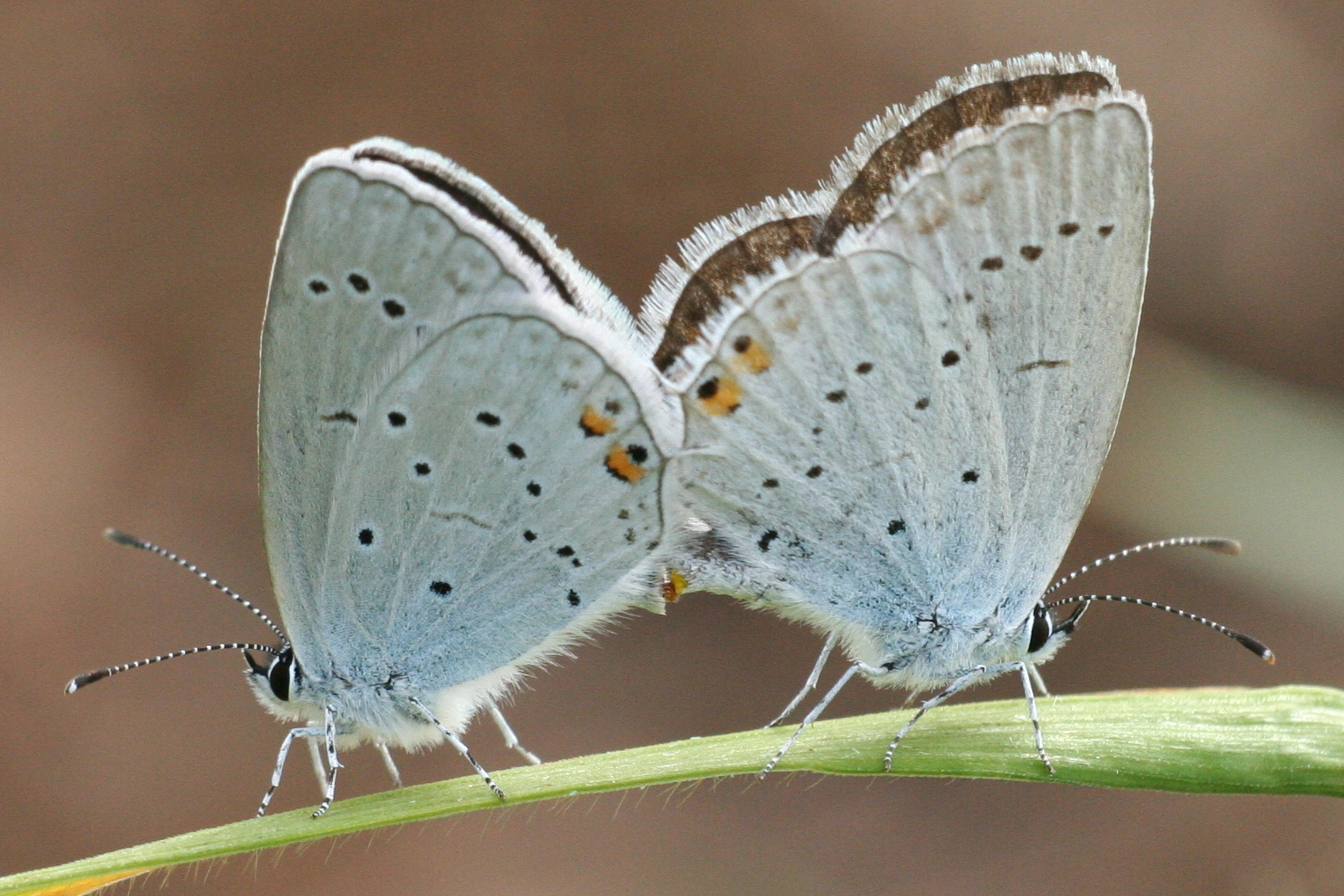